# Гакман, Иоганн Фридрих
Иоганн Фридрих (Феодор) Гакман (нем. Hackmann Johann Friedrich; 11 [22] октября 1756, Ганновер — 1 [13] августа 1812, Ганновер) — историк и географ, почётный член Петербургской академии наук (с 22 августа 1782 года).

## Биография
Иоганн Фридрих Гакман родился 11 октября 1756 года в городе Ганновере.
В 1782 году был конректором Академической гимназии и за сочинение на латинском языке «Введение в исследование о Чёрном море и о греческих поселениях по берегам сего моря» получил звание адъюнкта. Русский перевод этого сочинения был напечатан в «Историческом Календаре» за 1786 год. Ранее были напечатаны его «Известия о географическом, историческом и физическом состоянии Тибета» (1783) и «Известия о Шпицбергене».
Для народных училищ им были составлены: «Пространное Землеописание Российского Государства» (СПб., 1787 — 428 с.) и «Всеобщее Землеописание». Ч. І. (СПб. 1788). Впервые Гакманом была проведена граница между Азией и Европой по реке Эмбе.
И. Ф. Гакман преподавал географию великим князьям — внукам Екатерины II.
Иоганн Фридрих Гакман умер 1 августа 1812 года в родном городе.